# Niết-bàn
Niết-bàn, trong các tôn giáo Ấn Độ (Phật giáo, Ấn Độ giáo, Kỳ Na giáo, Sikh giáo), là trạng thái tận diệt của một con người, giải thoát khỏi khổ và luân hồi.

## Từ nguyên
Niết-bàn là từ được dịch âm từ gốc tiếng Phạn nirvāṇa hoặc tiếng Pāli nibbāna. Nirvāṇa nguyên là phân từ thụ động quá khứ của động từ niḥ-√vā (2) nirvāti với nghĩa "thổi tắt", "dập tắt" (một ngọn lửa) và như thế thì nirvāṇa mang nghĩa đã bị dập tắt, thổi tắt. Thuật ngữ nirvāṇa cũng được dịch nghĩa là khổ diệt, diệt (zh. 滅), diệt tận (zh. 滅盡), diệt độ (zh. 滅度), tịch diệt (zh. 寂滅), bất sinh (zh. 不生), viên tịch (zh. 圓寂).

## Tổng quan
Niết bàn là một thuật ngữ xuất hiện trong kinh điển của tất cả các tôn giáo Ấn Độ – Ấn Độ giáo, Kỳ Na giáo, Phật giáo và Sikh giáo. Niết bào là trạng thái tâm tĩnh lặng, hết sạch phiền não sau khi được giải thoát, đoạn triệt luân hồi hoặc không còn khổ sau khi tu hành.

## Phật giáo

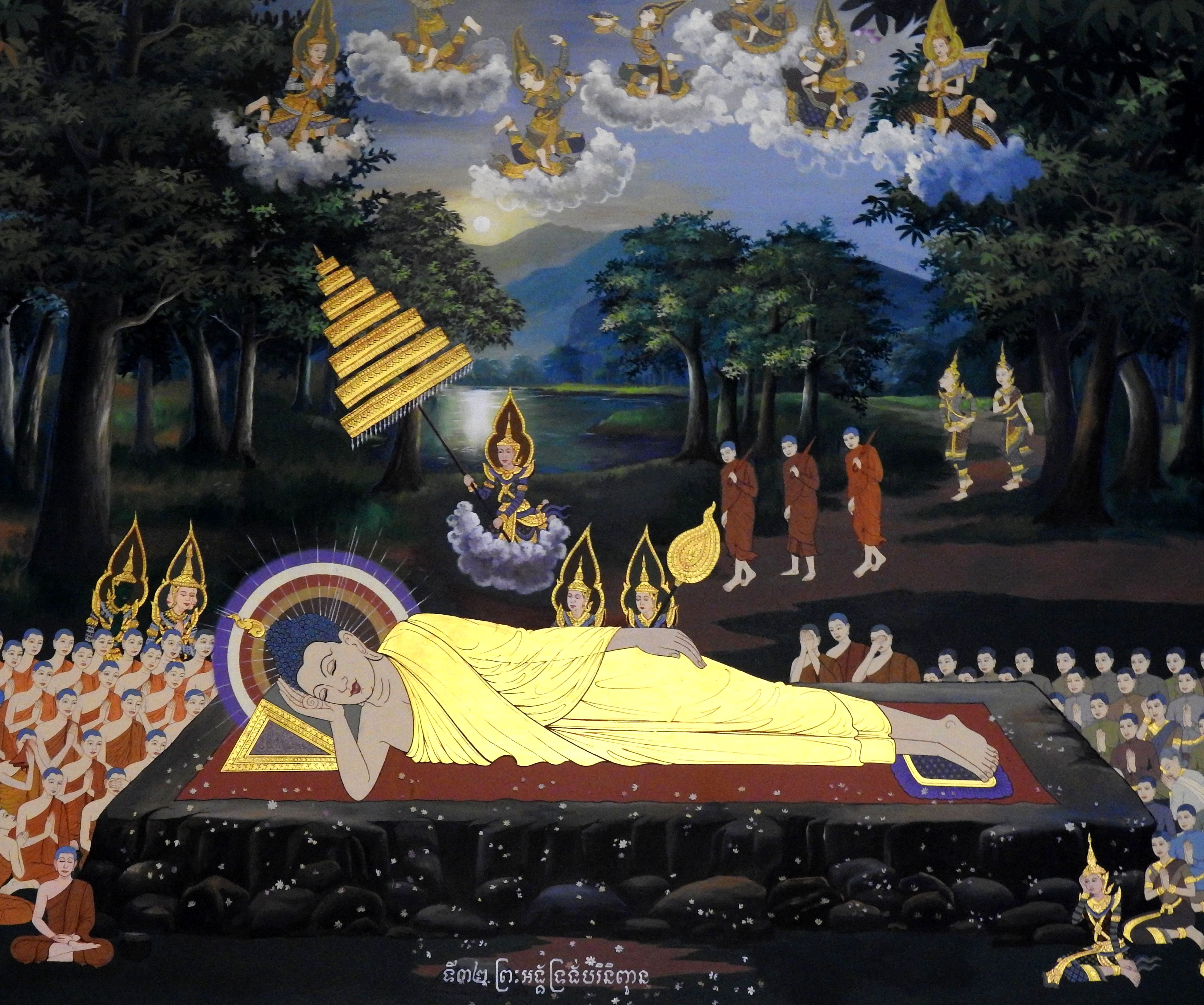
Tranh tường vẽ cảnh Thích-ca Mâu-ni bát-niết-bàn, ở Chùa Botum, Phnôm Pênh, Campuchia

Niết-bàn là cứu cánh cứu độ trong Phật giáo: sự tận diệt khổ và giải thoát khỏi luân hồi. Niết-bàn là một phần của diệt đế trong Tứ diệu đế và mục tiêu của Bát chính đạo. Trong truyền thống Phật giáo, niết-bàn được mô tả là sự thổi tắt ngọn lửa tạo thành luân hồi và khổ. Kinh điển Phật giáo xác định có "ba ngọn lửa" là tam độc tham, sân và si.
Với sự xuất hiện của Đại thừa, người ta có một quan điểm mở rộng của Niết-bàn dựa trên khái niệm Bồ Tát (zh. 菩薩, sa. bodhisattva, pi. bodhisatta). Ở đây Niết-bàn được xem như hết khổ, khi có sự giải thoát khỏi mọi ảo giác, mọi tham ái.
Trong nhiều kinh sách, người ta miêu tả Niết-bàn như một "ngọn lửa đã tắt". Đó là xuất thế (zh. 出世; sa. lokottara) và chỉ có những hành giả đã đạt mới biết được. Vì vậy, trong Phật giáo nguyên thủy, Niết-bàn được hiểu là giải thoát khỏi phiền não. Tập bộ kinh (pi. suttanipāta) miêu tả như sau (Chân Nguyên dịch Pāli-Việt):
Trong một số kinh sách khác, Niết-bàn được hiểu là sự "an lạc" nhưng phần lớn được hiểu là sự giải thoát khỏi khổ.

### Niết-bàn theo quan điểm của Thích-ca Mâu-ni
Niết-bàn có 2 loại, đó là:
- Hữu-dư Niết-bàn (Sa upādisesanibbāna) là Niết-bàn đối với bậc Thánh A-la-hán đã diệt tận được tất cả mọi tham-ái, mọi phiền-não không còn dư sót, còn gọi là kilesaparinibbāna: tất cả mọi phiền-não Niết-bàn, nhưng ngũ-uẩn vẫn còn tồn tại cho đến khi hết tuổi thọ.
- Vô-dư Niết-bàn (Anupādisesanibbāna) là Niết-bàn đối với bậc Thánh A-la-hán đã diệt tận được tất cả mọi tham-ái, mọi phiền-não không còn dư sót, đến lúc hết tuổi thọ, tịch diệt Niết-bàn, còn gọi là khandha- parinibbāna: ngũ-uẩn Niết-bàn nghĩa là ngũ-uẩn diệt rồi không còn ngũ-uẩn nào tái-sinh kiếp sau nữa, giải thoát khổ tử sinh luân-hồi trong ba giới bốn loài.

Niết-bàn có ba loại theo đối-tượng thiền-tuệ, đó là:
- Vô-hiện-tượng Niết-bàn(Animittanibbāna) là Niết- bàn đối với hành-giả thực-hành pháp-hành thiền-tuệ có trí-tuệ-thiền-tuệ thấy rõ, biết rõ sự sinh, sự diệt của sắc-pháp, danh-pháp tam-giới; thấy rõ, biết rõ trạng-thái vô-thường (aniccalakkhaṇa) hiện rõ hơn trạng-thái khổ và trạng-thái vô-ngã, do năng lực tín-pháp-chủ có nhiều năng lực hơn 4 pháp-chủ còn lại (tấn-pháp-chủ, niệm-pháp-chủ, định-pháp-chủ, tuệ-pháp-chủ), hoặc do năng lực của giới, dẫn đến chứng ngộ Niết-bàn gọi là vô-hiện-tượng Niết-bàn (animittanibbāna): Niết-bàn không có hiện-tượng các pháp-hữu-vi.
- Vô-ái Niết-bàn (Appaṇihitanibbāna) là Niết-bàn đối với hành-giả thực-hành pháp-hành thiền-tuệ có trí-tuệ-thiền-tuệ thấy rõ, biết rõ sự sinh, sự diệt của sắc-pháp, danh-pháp tam-giới; thấy rõ, biết rõ trạng-thái khổ (dukkhalakkhaṇa) hiện rõ hơn trạng-thái vô-thường và trạng-thái vô-ngã, do năng lực định-pháp-chủ có nhiều năng lực hơn 4 pháp-chủ còn lại (tín-pháp-chủ, tấn-pháp-chủ, niệm-pháp-chủ, tuệ-pháp-chủ), hoặc do năng lực của định, dẫn đến chứng ngộ Niết-bàn gọi là vô-ái Niết-bàn (appaṇihitanibbāna): Niết-bàn không có tham-ái nương nhờ.
- Chân-không Niết-bàn (Suññatanibbāna) là Niết- bàn đối với hành-giả thực-hành pháp-hành thiền-tuệ có trí-tuệ-thiền-tuệ thấy rõ, biết rõ sự sinh, sự diệt của sắc-pháp, danh-pháp tam-giới; thấy rõ, biết rõ trạng-thái vô-ngã (anattalakkhaṇa) hiện rõ hơn trạng-thái khổ và trạng-thái vô-thường, do năng lực tuệ-pháp-chủ có nhiều năng lực hơn 4 pháp-chủ còn lại (tín-pháp-chủ, tấn-pháp-chủ, niệm-pháp-chủ, định-pháp-chủ), hoặc do năng lực của tuệ, dẫn đến chứng ngộ Niết-bàn gọi là chân-không Niết-bàn (suññatanibbāna): Niết-bàn hoàn toàn vô-ngã, không phải ta, không phải của ta.

Những đối-tượng Niết-bàn ấy thuộc về diệt khổ- Thánh-đế là pháp nên chứng ngộ.

## Ấn Độ giáo
Theo Ấn Độ giáo, Niết-bàn là sự thật tuyệt đối. Theo S.K. Belvalkar thì khái niệm Niết-bàn này xuất hiện trước khi Phật giáo được thành lập. Theo trường sử thi Mahābhārata thì Niết-bàn được xem là sự tịch tĩnh (sa. śānti) và sự thỏa mãn (sa. susukkti). Trong tác phẩm Anugītā, Niết-bàn được xem như "một ngọn lửa không có chất đốt". Chí Tôn ca như chủ ý nhấn mạnh tính đối nghịch với khái niệm Niết-bàn trong Phật giáo vì bài này miêu tả Niết-bàn như sự chứng đắc Brahma (sa. brahman, 2,71). Du-già sư (sa. yogin) ở đây không được xem như một ngọn đèn đã tắt (như trong Phật giáo), mà là một ngọn đèn không đứng giữa cơn gió, không bị lay chuyển (6,19). Chứng đạt Niết-bàn được gọi là giải thoát (sa. mokṣa).

## Kỳ Na giáo
Văn học Kỳ Na giáo luân phiên sử dụng thuật ngữ giải thoát và niết-bàn.